# Tainó nyelv
A taíno egy aravak nyelv, amelyet korábban a karib-térség őslakosai, a tainó nép beszélt. A spanyolok érkezésekor ez volt a legelterjedtebb nyelv a Karib-térségben. A klasszikus taíno (a valódi taíno) a Kis-Antillák szélcsendes-szigetén, Borikénben (ma Puerto Rico), a Turks- és Caicos-szigeteken, Ayiti-Kiskeya (más néven Hispaniola) nagy részén és Kelet-Kubában élő tainó törzsek anyanyelve volt. A ciboney nyelvjárás gyakorlatilag nem dokumentált, de a gyarmati források szerint nagyon hasonlított a klasszikus taínóhoz, és Hispaniola legnyugatibb területein, a Bahama-szigeteken, Jamaicában és Kuba nagy részén beszélték.
A 15. század végére a tainó kiszorította a térség más őshonos nyelveit, kivéve Kuba nyugati részét és Hispaniola egyes területeit. A tainó kultúra hanyatlásával a spanyol gyarmatosítás során a nyelvet felváltotta a spanyol és más európai nyelvek, például az angol és a francia. Bár a nyelv az európai gyarmatosítás miatt nagyon gyorsan hanyatlott, egészen a 19. századig továbbra is beszélték a Karib-tenger egyes elszigetelt területein. Ahogy a spanyol, az angol és a francia vált a domináns nyelvvé, néhány taínó szó beépült ezekbe a nyelvekbe. Mivel ez volt az első őslakos nyelv, amellyel az európaiak találkoztak Amerikában, jelentős forrása volt az európai nyelvekbe átvett új szavaknak.

## Újraélesztési kísérletek
A 2010-es évek óta több olyan publikáció is megjelent, amely más rokon arawak nyelvekkel való összehasonlító nyelvészeti módszerekkel próbálja rekonstruálni a modern taínó nyelv szókincsét. A puerto ricói nyelvész, Javier Hernandez 2018-ban publikálta Primario Basíco del Taíno-Borikenaíki című művét, amely egy 16 éves kutatási projekt eredménye, és pozitív fogadtatásra talált a tainó diaszpóra körében. 2023-ban Jorge Baracutay Estevez, a Higuayagua Taino kulturális szervezet és Alexandra Aikhenvald nyelvész publikálta a Hiwatahia: Hekexi Taino Language Reconstruction című, 20 000 szót tartalmazó szótárat, amely a tágabb Ta-Maipure ág nyelvein alapul.

## Nyelvjárások
Julian Granberry és Gary Vescelius nyelvészek 2004-ben végzett kutatásaik alapján két nyelvjárást különböztet meg: keleti és nyugati tainó nyelv, mind a kettőt Hispaniola szigetén beszélték.
- Keleti taínó: a klasszikus taínó és keleti taíno kultúra területein beszéltek. Ezek a Guadeloupe-tól északra fekvő Kis-Antillák, Puerto Rico, Hispaniola középső része, valamint a Turks- és Caicos-szigetek voltak (a körülbelül 1200-ban történt terjeszkedés eredményeként). A klasszikus taínó a spanyol hódítás idején terjeszkedett Kuba keleti és akár középső része felé is, valószínűleg a Hispaniola-szigeten a spanyoloktól menekülő emberek révén.
- Ciboney (nyugati) taínó, amelyet a ciboney és lucayan kulturális területeken beszéltek. Ezek többnyire Kuba, Jamaica, Haiti és a Bahama-szigetek voltak.

Kolumbusz azt írta, hogy „...Bahamától Kubáig, Boriquen-től Jamaicáig ugyanazt a nyelvet beszélték, különböző, egymástól kevéssé eltérő nyelvjárásokkal, de mindenki megértette”.
Számos modern tainó nyelvváltozat létezik, többek között a hiwatahia-tainó és a tainonaiki. A modern tainó törzsek, például a higuayagua, nyelvük újjáélesztésén dolgoznak. A higuayagua törzs elkészítette a hiwatahia-tainó nyelv szótárát, és nyelvórákat indítottak közösségük számára.

## Kiejtés
A taíno nyelvnek nem volt írásbelisége, a taínók csak sziklarajzokat használtak, de ezen a területen kevés kutatás történt. A következő fonémákat rekonstruálták spanyol feljegyzésekből:
|              |                           | Bilabiális   | Alveoláris | Palatális | Veláris  | Glottális hang |
| ------------ | ------------------------- | ------------ | ---------- | --------- | -------- | -------------- |
| Zárhang      | zöngétlen mássalhangzók   | p            | t          |           | k (c/qu) |                |
| Zárhang      | zöngés és zöngétlen párok | b            | d (d/r)    |           |          |                |
| Réshang      | Réshang                   |              | s (sz/z)   |           |          | h (h/j/g/x)    |
| Orrhangzók   | Orrhangzók                | m            | n          |           |          |                |
| közelítőhang | közelítőhang              | w (gu/gü/hu) | l          | j (i/y)   |          |                |

Volt még egy csattogó [ɾ] hang is, amely úgy tűnik, hogy a /d/ allofónja volt. A /d/ hang a szó elején, a /ɾ/ hang pedig magánhangzók között jelent meg.
Néhány spanyol szerző a ⟨x⟩ betűt használta átírásaiban, amely a korabeli spanyol helyesírásban a /h/, /s/ vagy /ʃ/ hangot jelölhette.
|         | Elülső       | Központi | Szóvégi |
| ------- | ------------ | -------- | ------- |
| Közeli  | i            |          | [ u ]   |
| Középső | e (ei) ɛ (e) |          | o       |
| Nyitott |              | a        |         |

Az /ɛ/ és /e/ közötti különbséget a spanyol átírások e vagy ei/ey, mint például a ceiba „ceiba” esetében jelzik. Az /e/ a modern rekonstrukciókban ei vagy a szó végén álló é formában írják. Volt egy magas hátsó magánhangzó [u] is, amely gyakran felcserélhető volt a /o/ hanggal, és lehet, hogy allofón volt.
Volt néhány párhuzamos orrhangzó. A magukban kiejtett orrhangzók /ĩ/ és /ũ/ ritkák voltak.
A mássalhangzó-csoportok nem lehettek a szótagok elején. A legtöbb esetben egyetlen mássalhangzó, az /s/, volt a szótag vagy szó végén. Egy kivétel volt az -(e)l, amely a hímnemet jelölte, mint például a "warokoel" (nagyapánk) szóban. Néhány szó x-szel végződik, ami valószínűleg a szó végi /h/ hangot jelölte.
Általában a hangsúly előre jelezhető volt, és a szó utolsó előtti szótagjára esett, kivéve, ha a szó /e/, /i/ vagy nazális magánhangzóval végződött, ebben az esetben a hangsúly az utolsó szótagra esett.

## Nyelvtan
A klasszikus taínó nyelvről nincsenek hiteles feljegyzések.  Azonban az összegyűjtött adatok alapján úgy tűnik, hogy a főneveknek főnév-osztály utótagjaik voltak, mint más aravak nyelvekben. A taínó nyelvben dokumentált birtokos előtagok a da- „az enyém”, wa- „a miénk”, li- „az övé” (hímnemben, néha más magánhangzóval) és to-, tu- „az övé” (nőnem). A feljegyzett ragozott igék között szerepel a daka („én vagyok”), waibá („megyünk” vagy „menjünk”), warikẽ („látunk”), kãma („hallani”, felszólító mód), ahiyakawo („beszélj hozzánk”) és makabuka („nem fontos”).
Az igéket jelölő toldalékok a-, ka-, -a, -ka, -nV voltak, ahol a „V” egy ismeretlen vagy változó magánhangzó volt. Ez arra utal, hogy sok más aravak nyelvhez hasonlóan az alanyra vonatkozó igeragozás hasonlított a főnevek birtokos előtagjaira. A tagadó előtag a ma-, az attribútum előtag pedig a ka- volt. Ezért a makabuka jelentése „nem fontos”. A „buka” elemet összehasonlították a kalinagó „-bouca” utótaggal, amely a múlt időt jelöli. Ezért a „makabuka” úgy értelmezhető, hogy „nincs múltja”. A szót azonban össze lehet hasonlítani a kalinagó „aboúcacha” igével is, amely azt jelenti „megijeszteni”. Ez az ige több karibi aravak nyelvben is megtalálható, például a lokonó (bokaüya „megijeszteni, megrémíteni”) és a parauhanó nyelvű apüüta „megijeszteni” szóban is. Ebben az esetben a makabuka azt jelentené, hogy „nem ijeszt meg [engem]”.
A modern taínó nyelvváltozatok egymástól kissé eltérő nyelvtani szabályokat és szórendet követnek.

## Szójegyzék
A tainó nyelv átvett néhány spanyol szót, és azokat a saját fonológiájához igazította. Ezek közé tartozik az isúbara („kard”, az espada szóból), az isíbuse („tükör”, az espejo szóból) és a Dios (isten, a keresztény isten megnevezésére használt Dios szóból).
A taínó nyelvből származó angol szavak közé tartoznak: barbecue, caiman (kajmán), canoe (kenu), cassava (manióka), cay, guava, függőágy (hammock), hurikán (hurricane), hutia, iguana, macana, kukorica (maize), manáti (manatee, a trichechus nem tagjainak megnevezésére), mangrove (mangrove, maroon, burgonya (potato), szavanna és dohány (tobacco).
A spanyol nyelvbe bekerült tainó jövevényszavak: agutí, ají, auyama, batata, kacika, caoba, guanabana, guaraguao (jamaicai ölyv), jaiba, loro, maní, maguey (magüey formában is), múcaro, nigua, querequequé, tiburón (cápa) és tuna (tonhal), valamint a spanyol formában szereplő angol szavak: barbacoa, caimán, canoa, casabe, cayo, guayaba, hamaca, huracán, iguana, jutía, macana (egy fegyver megnevezése) maíz, manatí, manglar, cimarrón, patata, sabana és tabaco.

### Helynevek
A taínó eredetű helynevek közé tartoznak például:
- Bahamák: ba-ha-ma 'nagy-felső-középső'
- Bimini: bimini 'ikrek'
- Borikén (Puerto Rico, más néven, Borinquen, Boriquén: borĩkẽ, borĩ: „őshonos”, -kẽ: „föld”) „őshonos föld, vagy "szülőföld.”
- Caicos: ka-i-ko 'közeli északi sziget'
- Kajmán-szigetek: kaimã „krokodil”.
- Kuba: cu-bao „nagy, termékeny föld”
- Haiti: ha-yi-ti 'hegyek földje'
- Inagua : i-na-wa 'kis keleti föld'
- Jamaica: Ya-mah-ye-ka „az ember földjének nagy szelleme”
- Quisqueya (Hispaniola): kis-ke-ya 'minden földek anyja', szülőföld vagy 'nagy dolog."

## Példaszövegek
Hat mondat maradt fenn a tainó nyelvből. Először az eredeti helyesírásban, amelyben rögzítették őket, majd a rekonstruált nyelv alapján egységesített helyesírásban, végül pedig lefordítva magyarra (az eredeti angol volt).
| Eredeti helyesírás                     | Rekonstruált taínó                  | magyar                                               |
| -------------------------------------- | ----------------------------------- | ---------------------------------------------------- |
| O cama, guaxeri, guariquen caona yari. | O kãma, waxeri, warikẽ kawõna yari. | Ó, hallja, uram, arany ékszereket látunk.            |
| Mayani macaná, Juan desquivel daca.    | Mayani makana, Juan desquivel daka. | Ne ölj meg, én Juan de Esquivel vagyok.              |
| Dios naboría daca.                     | Dios naboriya daka.                 | Isten munkása vagyok.                                |
| Ahiacauo, guarocoel.                   | Ahiyakawo, warokoel.                | Szólj hozzánk, nagyapánk.                            |
| Guaibbá, Cynato machabuca guamechina.  | Waibá, sinato makabuka wamekina.    | Menjünk, nem fontos, hogy a mesterünk ideges legyen. |
| Técheta cynato guamechina.             | Teketa sinato wamekina.             | A mesterünk nagyon fel van háborodva.                |

## Fordítás
Ez a szócikk részben vagy egészben  a   Taíno language című angol Wikipédia-szócikk ezen változatának fordításán alapul.  Az eredeti cikk szerkesztőit annak laptörténete sorolja fel. Ez a jelzés csupán a megfogalmazás eredetét és a szerzői jogokat jelzi, nem szolgál a cikkben szereplő információk forrásmegjelöléseként.